# 33ª Mostra internazionale d'arte cinematografica di Venezia
La 33ª edizione della Mostra internazionale d'arte cinematografica di Venezia si è svolta a Venezia, Italia, dal 21 agosto al 3 settembre del 1972. Diretta per il secondo anno consecutivo da Gian Luigi Rondi, fu l'ultima edizione a svolgersi sotto il vecchio statuto della Biennale.

## Storia
Come la precedente del 1971 anche questa edizione, non competitiva, venne diretta da Gian Luigi Rondi sotto il controllo del commissario straordinario, Filippo Longo; vennero assegnati tre Leoni d'oro alla carriera. L'Associazione nazionale autori cinematografici e l'AACI (Associazione Autori Cinematografici Italiani) organizzarono a Venezia, in evidente alternativa alla Mostra, le Giornate del cinema italiano, basate su proiezioni e dibattiti con gli autori da svolgersi nelle piazze della città; l'iniziativa venne ripetuta nel 1973 e rese più evidente la crisi della mostra e la necessità di una sua riforma. Nel 1973 Rondi si dimise e, dato che il nuovo statuto non era ancora stato approvato dal Parlamento, l'edizione del 1973 non fu celebrata e venne ripresa solo nel 1974 sotto forma di rassegna di proposte, retrospettive e convegni con le proiezioni decentrate nella città. La mostra fino al 1979 non fu organizzata: dal 1974 al 1976 vi fu una sezione dedicata al cinema all'interno della Biennale di Venezia e ci furono due retrospettive nel 1975 e nel 1978.

## Sezioni
Per la 33ª Mostra vennero selezionati 86 film, suddivisi in sei sezioni, oltre a quelli delle tre retrospettive.

### Venezia 33[5]
Rassegna principale dei film selezionati dal direttore della Mostra:
- Os inconfidentes (La Congiura), regia di Joaqulm Pedro de Andrade
- Ľalie poľné (Gigli di campo), regia di Elo Havetta
- Crepa padrone, tutto va bene (Tout va bien), regia di Jean Pierre Gorin e Jean-Luc Godard[6]
- Nathalie Granger, regia di Marguerite Duras
- La Vallée, regia di Barbet Schroeder
- Sorellina d'estate (Natsu no imoto), regia di Nagisa Ōshima
- Arancia meccanica (A Clockwork Orange), regia di Stanley Kubrick
- Messia selvaggio (Savage Messiah), regia di Ken Russell
- I profeti delle ore corte (Made), regia di John Mackenzie
- Calcutta '71, regia di Mrinal Sen
- Floch, regia di Dan Wolman
- Salomè, regia di Carmelo Bene
- Tutte le domeniche mattina, regia di Carlo Tuzii
- Il maestro e Margherita, regia di Aleksandar Petrović
- Slike iz zivota udarnika, regia di Bahrudin Čengić
- Mein lieber Robinson, regia di Roland Gräf
- Il mercante delle quattro stagioni (Händler der vier Jahreszeiten), regia di Rainer Werner Fassbinder
- Studenten aufs Schafott, regia di Gustav Ehmck
- Strohfeuer, regia di Volker Schlöndorff e Margarethe von Trotta
- Felix si Otilia, regia di Julian Mihu
- Klara Lust, regia di Kjell Grede
- Cabaret, regia di Bob Fosse
- Una pace individuale, regia di Larry Peerce
- Play It As It Lays, regia di Frank Perry
- Il candidato, regia di Michael Ritchie
- Siddhartha, regia di Conrad Rooks
- Sindbad, regia di Boltan Huszarik
- Qui le albe sono quiete, regia di Stanislav Rostockij

### Venezia Critici
«Film selezionati nei vari paesi da critici di fama con l'intento di dare rilievo alle opere migliori delle singole produzioni nazionali»
- Le temps d'une chasse, regia di Francis Mankiewicz
- Nidhanaya, regia di Lester James Peries
- Livet en er drøm, regia di Franz Ernst
- L'Italien des Roses, regia di Charles Matton
- My Childhood, regia di Bill Douglas
- Shantata! Court Chalu Aahe, regia di Satyadev Dubey
- Postchi, regia di Dariush Mehrjui
- Take two, regia di Baruch Dienar
- Der Dritte, regia di Egon Günther
- Prima del calcio di rigore, regia di Wim Wenders
- Puterea psi adevarul, regia di Manole Marcus
- Jag heter Stelios, regia di Johan Bergenstråhle
- Ağıt, regia di Yılmaz Güney
- Nevestka, regia di Khodzhakuli Narliev

### Venezia Giovani
Sezione aperta a giovani ed esordienti che tendono «a un concreto rinnovamento dell'arte del film e rappresentano validi tentativi di ricerca e di esperimento».
- Der Fall Jägerstätter, regia di Axel Corti
- Les deux sasons de la vie, regia di Samy Pavel
- Le grand sabordage regia di Alain Perisson
- Aramesh, regia di Naser Tagvai
- Narco, regia di Paul Oersted
- Più duro è, più forte cade, regia di Perry Henzell
- Ther Ragman's Daughter, regia di Harold Becker
- Bas ya bahar, regia di Khalid Siddik
- Pianeta Venere, regia di Elda Tattoli
- La notte dei fiori, regia di Gian Vittorio Baldi
- Ich war 19, regia di Konrad Wolf
- Ludwig - Requiem per un re vergine, regia di Hans-Jürgen Syberberg
- Questa notte o mai, regia di Daniel Schmid
- Tu e io, regia di Larissa Shepitko

### Documenti del nostro tempo
Sezione di film «indirizzati allo studio e all'analisi di situazioni e problemi tipici della nostra epoca».

### Cinema italiano e stampa estera
Sezione che dà rilievo a pellicole italiane «di ricerca, sperimentali e d'avanguardia», selezionati a Roma dall'Associazione stampa estera.

### Informativa per la critica
Sezione che ospita film «di ricerca, sperimentali e d'avanguardia» provenienti da vari paesi.

### Retrospettive
Sezione che prevede tre retrospettive: una riguarda Charlie Chaplin dal primo lungometraggio del 1914 fino a La contessa di Hong Kong del 1966; la seconda documenta la carriera di Mae West, con molti film inediti in Italia; la terza illustra la storia del documentario jugoslavo dal dopoguerra in poi.

## Premi
- Leone d'oro alla carriera: Charlie Chaplin, Anatolij Golovnja e Billy Wilder